# Робер Малле-Стівенс

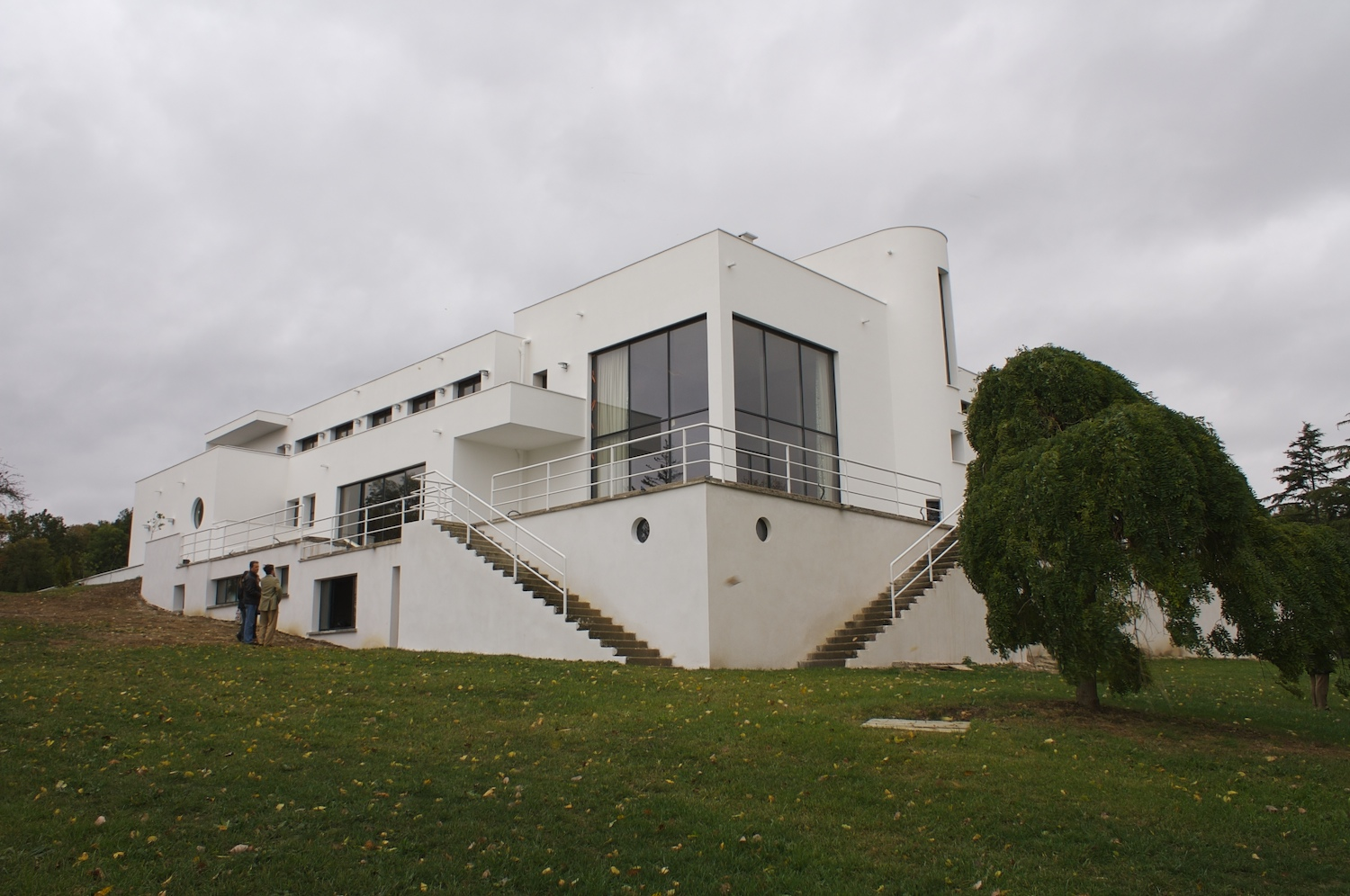
«Вілла Поль Пуаре», 1921—1923

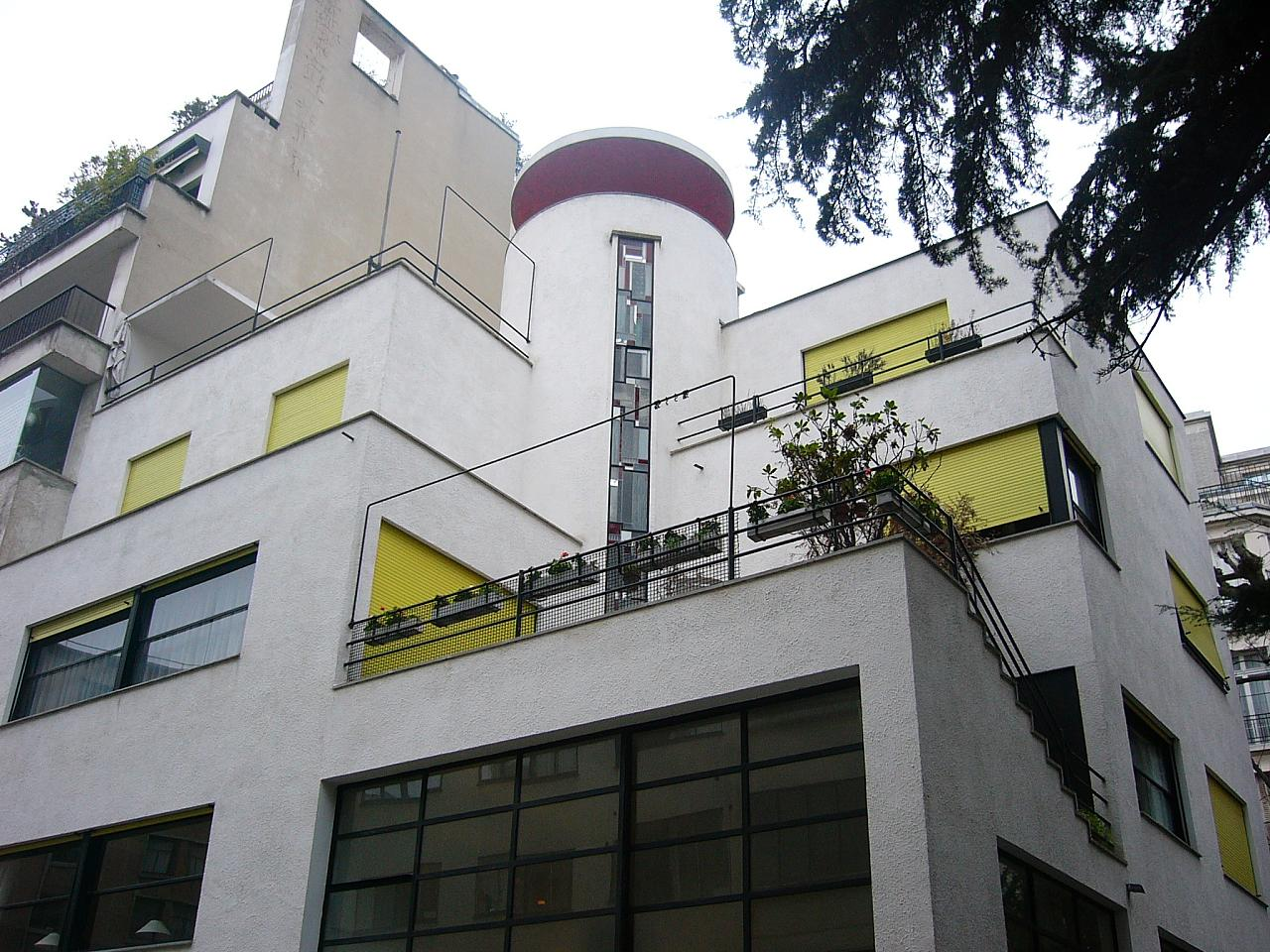
Готель «Мартель» на вулиці Малле-Стівенса, 1926—1927

Робер Малле-Стівенс (фр. Robert Mallet-Stevens; 24 березня 1886 року — 8 лютого 1945 року) — французький архітектор і дизайнер. Разом із Хмелі Корбюз'є вважається найвидатнішою постаттю французької архітектури в період між двома світовими війнами.

## Біографія
Малле-Стівенс народився в Парижі в домі Мезон-Лаффіте (архітектор Франсуа Мансар, XVII століття). Його тато і дід були колекціонерами мистецтва в Парижі та Брюсселі. Малле-Стівенс отримав освіту в паризькій École Spéciale d'Architecture, під час навчання опублікував роботу Guerande, у якій розмірковував про відносини між різними формами мистецтва. У 1924 році започаткував журнал La Gazette Des 7 Arts і, одночасно, за підтримки Річчото Канудо, заснував Club des amis du 7ème art. У 1920-их роках Малле-Стівенс збудував вулицю в XVI окрузі Парижа, яка пізніше була названа на його честь. На цій вулиці за проєктами архітектора було зведено 6 будинків.
Окрім проєктування магазинів, заводів, пожежної частини в Парижі, багатоквартирних і приватних будинків, а також інтер'єрів, Малле-Стівенс був одним із перших архітекторів, які виявили інтерес до кінематографу. Декорації, які він створив для німого фільму Марселя Л'Ербь'є L'Inhumaine (1924), визнані шедеврами.
Сюрреалістичний фотограф і кінорежисер Ман Рей зняв фільм, на який його надихнула будівля архітектора «Вілла Ноай». На екранах ця кінострічка з'явилась під назвою Les Mystères du château de Dé (1929).
Впродовж своєї кар'єри Малле-Стівенс зібрав навколо себе команду художників і ремісників — спеціалістів з інтер'єру, скульптури, скляних і ковальських робіт, освітлення. Прикладом колективного підходу до творчості є утворення у 1929 році «Союзу сучасних художників» (фр. Union des Artistes Moderne) під керівництвом Малле-Стівенса. До союзу увійшли 25 діячів мистецтва, що відділилися від «Товариства художників-декораторів» (фр. Société des Artistes-Décorateurs).
Усі архіви дизайнера за його вказівкою підлягали знищенню після смерті. Розпорядження було виконане і Малле-Стівенс лишився в історії практично невідомим. У Центрі Помпіду в 2005 році відбулась французька виставка його малюнків, моделей і виконаних робіт.

## Будівлі і проєкти
- «Вілла Поль Пуаре» (1921—1923, завершена у 1932 році) у Мезі-сюр-Сен;
- «Вілла Ноай» (1923—1928) у Єр;
- «Вілла Кавруа» (1929—1932) у Круа;
- Вулиця Малле-Стівенс (1927), Париж:[7]
  - «Вілла Аллатіні» — дім 5;[8]
  - «Вілла де Даніель Дрейфус» — дім 7;[9]
  - «Вілла Рейфенберг» — дім 8;[10]
  - «Вілла де Фрер Мартель» — дім 10;[11]
  - «Вілла Малле-Стівенс» — дім 12;[12]
- «Гараж Альфа Ромео» на вулиці марбюф у Парижі;
- Дім Луї Барілле — площа Верженн у Парижі;[13]
- Пожежна частина (1935) на вулиці Меніль у Парижі.[14]